# Aymar (Angoulême)
Aymar (eigentlich Adémar; * um 1160; † 16. Juni 1202 in Limoges) war ein Graf von Angoulême aus dem Haus Taillefer. Er war ein jüngerer Sohn des Grafen Wilhelm VI. und der Margarete, einer Tochter des Vizegrafen Raimund I. von Turenne.
Seine älteren Brüder waren Vulgrin III. († 1181) und Wilhelm VII. Taillefer († vor 1186), die vor ihm in Angoulême regierten.

## Widerstand gegen Richard Löwenherz
Nach dem Tod von Vulgrin III. gerieten Wilhelm VII. und Aymar in einen Konflikt mit Richard Löwenherz, dem Herzog von Aquitanien und damit ihren Lehnsherrn. Löwenherz beanspruchte die Vormundschaft für Mathilde, die Tochter Vulgrins III., und damit die Verfügungsgewalt über Angoulême. Aymar und sein Bruder bestritten dies und machten eigene Erbrechte geltend, mussten aber einstweilen zu ihrem Halbbruder, Vizegraf Adémar V. von Limoges, fliehen. Zu einem unbekannten Zeitpunkt vor 1186 starb Wilhelm VII. und Aymar revoltierte 1188 im Bund mit Gottfried von Lusignan und Gottfried II. von Rancon gegen Löwenherz, der durch die Eroberung von Taillebourg allerdings bald die Oberhand gewann. Den Rebellen wurde eine Unterwerfung vor allem durch das Angebot zur Teilnahme am dritten Kreuzzug bei gleichzeitigem Verzicht auf Strafverfolgung erleichtert.
Die Gefangennahme von Richard Löwenherz im Jahr 1192 in Deutschland begünstigte die Lage der aquitanischen Adligen und Aymar konnte nun wohl auch die tatsächliche Herrschaft in Angoulême übernehmen. Mit Billigung König Philipps II. August begann er 1193 das Poitou zu verwüsten. Im Jahr 1194 kam Löwenherz frei und schlug den französischen König im Gefecht von Fréteval. Aymar und seine Kampfgefährten mussten sich daraufhin dem nach Aquitanien ziehenden Richard unterwerfen, der unbehelligt in Angoulême einziehen konnte. In den im Juli 1194 bei Tillières ausgehandelten Waffenstillstand zwischen Löwenherz und Philipp II. August wurde er allerdings miteinbezogen, so dass er seine Besitzungen behalten konnte. Der Frieden währte nicht lange und schon bald schlossen sich Aymar und sein Halbbruder Adémar V. von Limoges erneut mit Philipp II. August zusammen. Nachdem dieser 1198 in der Schlacht bei Gisors erneut geschlagen worden war, standen beide wieder allein gegen den scheinbar unbezwingbaren König von England. Dieser zog nach seinem Sieg erneut nach Aquitanien in der Absicht den Vizegrafen von Limoges zu unterwerfen und belagerte dessen Burg Châlus. Dort wurde er im April 1199 schwer verwundet, woraufhin er gänzlich unerwartet starb.
Aymar und Adémar von Limoges nutzten augenblicklich die Gunst der Stunde und erklärten noch im selben Monat ihre Treue gegenüber König Philipp II. August und wiesen damit die Lehnsherrschaft von Johann Ohneland, dem Bruder und Erben Richards Löwenherz, zurück. Adémar von Limoges starb nur wenige Monate später, angeblich von Philipp von Cognac ermordet.

## Konflikt mit den Lusignan und „Brautraub“
Aymar war seit etwa 1186 verheiratet mit Alix von Courtenay, einer Tochter des Peter I. von Courtenay und Enkelin von König Ludwig VI. von Frankreich. Ihr einziges Kind und damit Erbin war Isabella († 31. Mai 1246).
Einen Konflikt teilte er sich mit dem Hause Lusignan um die Grafschaft La Marche, die sich zwar seit 1177 im unmittelbaren Besitz des englischen Königs- und aquitanischen Herzogshauses befand, der Plantagenet, auf die aber sowohl Aymar als auch Hugo IX. von Lusignan einen Erbanspruch erheben konnten. Als Aymar auf die Nachricht vom Tod Richards Löwenherz sofort seine Loyalität zu König Philipp II. August bekundete, erhielt er von diesem das Versprechen auf eine Verhandlung des Erbfalls La Marche vor dem königlichen Gerichtshof, wo sein Anspruch positiv berücksichtigt werden sollte. Hugo von Lusignan fand allerdings seinen eigenen Weg, um seine Ansprüche durchzusetzen. Er hielt dem neuen Herzog von Aquitanien, Johann Ohneland, die Treue, nahm aber dessen Mutter Eleonore von Aquitanien gefangen und konnte so seine Belehnung mit La Marche im Januar 1200 erzwingen.
Vor diesem Hintergrund ist die Verlobung von Aymars Erbtochter mit Hugo IX. von Lusignan zu sehen, die vermutlich im Frühjahr, vielleicht April, 1200 erfolgte. Durch die Verheiratung der Erbin von Angoulême mit Lusignan hätte der Erbstreit beigelegt werden können, indem die Ansprüche beider Familien miteinander vereint worden wären. Im anschließenden Vertrag von Le Goulet (22. Mai 1200) aber vereinbarte König Philipp II. August mit Johann Ohneland, dass der Graf von Angoulême und der Vizegraf von Limoges wieder unter die Lehnshoheit Johanns als des Herzogs von Aquitanien treten sollten und dieser im Gegenzug ihre Ansprüche anerkennen sollte, also auch den von Aymar auf La Marche. Kurz nach dem Vertragsschluss begab sich Johann nach Aquitanien, um mit Aymar von Angoulême und Guido von Limoges persönlich eine vertragliche Aussöhnung zu beschließen.
Mit den Bestimmungen von Le Goulet aber hatte Johann seine erst wenige Monate zuvor getätigte Belehnung der Lusignan mit La Marche zugunsten Aymars wieder in Frage gestellt. Am 24. August 1200 heiratete Johann in Bordeaux Isabella von Angoulême, und wie Roger von Hoveden berichtet mit der Einwilligung Aymars, ungeachtet ihrer zuvor erfolgten Verlobung mit Hugo IX. von Lusignan. Ganz offensichtlich ist diese Ehe bei der persönlichen Begegnung zwischen Aymar und Johann beschlossen worden und dürfte politisch motiviert gewesen sein. Denn so konnte Johann einen zukünftigen Erbanspruch sowohl auf Angoulême als auch auf La Marche im Namen Isabellas geltend machen gegen die Ansprüche der Lusignan, einer Familie, die schon zuvor dem Hause Plantagenet bei seiner Herrschaftsausübung in Aquitanien große Schwierigkeiten bereitet hatte. Deren Reaktion folgte prompt darauf, indem sie sich an König Philipp II. August wandten und vor dessen Gericht Johann Ohneland des Brautraubs bezichtigten. Auch dürfte Hugo IX. von Lusignan darauf Mathilde von Angoulême geheiratet haben, die Tochter von Vulgrin III., welche von Aymar einst in der Erbschaft übergangen worden war. Durch sie konnte er Isabellas und Johanns Erbrechte zusätzlich in Frage stellen.
Aymar starb am 16. Juni 1202 in Limoges, und Isabella konnte als nominelle Gräfin von Angoulême nachfolgen, da der Prozess gegen Johann Ohneland zu diesem Zeitpunkt noch nicht abgeschlossen war. Weil sie aber in England weilte, übernahm ihre Mutter Alix de Courtenay einstweilen die Herrschaft in Angoulême und huldigte für diese Grafschaft im Jahr 1204 gegenüber König Philipp II. August, nachdem dieser Johann Ohneland wegen des „Brautraubs“ für schuldig, seiner Rechte in Frankreich für verlustig und ihm den Krieg erklärt hatte.